# Clube Atlético Paulistinha
O Clube Atlético Paulistinha foi um clube brasileiro de futebol da cidade de São Carlos, interior do estado de São Paulo. Foi fundado em 3 de agosto de 1958, mas já existia desde o ano de 1955 quando já participou do I Campeonato Aberto de Voleibol, organizado pela Comissão Central de Esportes de São Carlos.

## História
O clube foi fundado em 3 de agosto de 1958 e oficializado em 14 de fevereiro de 1960, pelo Professor Ary Pinto das Neves e foi dirigido por muitos anos por Marivaldo Carlos Degan, um "ícone" na história do futebol infanto-juvenil na cidade e muito respeitado nacional e internacionalmente, conquistando muitos títulos em todas as categorias por vários países, e começou com futebol de salão. O clube também foi dirigido por Sebastião Ari Micochero, que é um continuador do trabalho deixado, e tem feito tudo o que possível para manter o clube em funcionamento. Jorge Chohfi esteve presidente por um período em 2009 em substituição a José Eduardo Casemiro que retornou como presidente. A partir de novembro de 2009 assumiu a presidência o Sr. Antonio Wilson Araújo Junior que estava vice-presidente até nova eleição, em janeiro 2010 assumiu o atual presidente Vilmar Rodrigues.
O clube foi extinto em abril de 2023.

## Voleibol
Em setembro de 1955, realizou-se em São Carlos o I Campeonato Aberto de Voleibol no qual participaram nove equipes: Ginástico, Boca Junior Paulista, CA Paulistinha, Tênis Clube, Clube Haway, Estrela da Bela Vista, EC Engenharia, IPL Clube e o Tiro de Guerra.
Classificação final
- 1º Engenharia
- 2º IPL
- 3º Haway
- 4º Boca Junior
- 5º Tênis Clube
- 6º Ginástico
- 7º Tiro de Guerra
- 8º Estrela da Bela Vista
  - CA Paulistinha (eliminado por não comparecimento à primeira jornada)

### Títulos conquistados
Internacionais
- Campeão Mundial Infantil da "Norway Cup", Classe C, na Noruega em 1978.[3][4]
- Campeão da "Copa Mondiale Giovani Calciatori" na Itália em 1988.
- Campeão da "Danna Cup" na Dinamarca em 1989.
- Campeão da "Soccer USA Cup Superamerica" nos EUA em 1991.
- Campeão da "Dalecarlia Cup" na Suécia em 1989, 1990, 1995, 1997, 2000, 2001, e 2002.
- Campeão da "Piteä Summergames" na Suécia em 2001 e 2002.
- Campeão da "Storsjöcupen" na Suécia em 2001 e 2002.

Nacionais
- Campeão da "Taça de Futebol de Blumenau" na cidade Blumenau - SC em 2001, nas categoria 1986 e 1988.
- Campeão da "Copa Internacional de Futebol" na cidade de Rolândia - PR em 2002, na categoria 1984.
- Campeão da "Copa Internacional de Futebol Menor" na cidade de Tramandaí - RS em 2002, na categoria 1986.
- Campeão da "III Copa Internacional de Flores da Cunha" na cidade de Flores da Cunha - RS em 2003, na categoria 1989.

Estaduais
- Pela Secretaria Estadual de Esportes e Lazer do Estado de São Paulo:
  - Campeão em 1993 na categoria "Dentão" (nascidos em 1977/1978).
  - Campeão em 1996 na categoria "Dente de Leite" (nascidos em 1984/1985).
  - Campeão em 1996 na categoria "Dentinho" (nascidos em 1986/1987).
  - Campeão em 2001 da fase sub-regional nas categorias "Dentão" (nascidos em 1985), "Dente de Leite" (nascidos em 1987) e "Dentinho" (nascidos em 1989).
  - Vice-campeão em 2001 na categoria "Dentinho" (nascidos em 1989/1990).
  - 3º colocado em 2002 na categoria "Dente de Leite" (nascidos em 1989/1990).
  - Campeão em 2003 da fase sub-regional nas categorias "Dentão" (nascidos em 1987), "Dente de Leite" (nascidos em 1989) e "Dentinho" (nascidos em 1991).
  - Campeão em 2003 da fase regional nas categorias "Dentão" (nascidos em 1987/1988), "Dente de Leite" (nascidos em 1989/1990) e "Dentinho" (nascidos em 1991/1992).
  - Campeão em 2004 na categoria "Dente de Leite" (nascidos em 1990/1991).
  - Campeão em 2005 na categoria "Dente de Leite" (nascidos em 1991/1992).
- Pela Federação Paulista de Futebol
  - Classificado em 2002 entre as 16 melhores equipes do estado na categoria sub 15 (nascidos até 1.988).
- Pela Prefeitura de São Paulo
  - Vice-campeão em 1981 - Taça São Paulo de Futebol Infantil (Palmeiras foi o campeão).

Regionais e Municipais
- Pela Liga Sãocarlense de Futebol e outras Ligas:
  - Bicampeão em 1970 e 1971 - Primeiros campeonatos "DENTE DE LEITE" da Liga Sãocarlense.
  - Campeão em 1970 - Primeiro campeonato "JUNIORES" da Liga sãocarlense.
  - Campeão em 2000 do "CAMPEONATO DA LIGA SÃOCARLENSE" pelas categorias nascidos em 1983/1984, 1985/1986, 1987/1988 e 1989/1990.
  - Campeão Regional em 2002 do CAMPEONATO REGIONAL DE FUTEBOL MENOR na cidade de Jaú – SP nas categorias nascidos em 1986 e nascidos em 1988.
  - Campeão em 2002 da "I COPA DE FUTEBOL MENOR DE SÃO CARLOS" nas categorias nascidos em 1987/1988 e nascidos em 1989/1990.
  - Campeão em 2002 do "CAMPEONATO DE FUTEBOL DE SALÃO DO SESI" – São Carlos nas categorias nascidos em 1989 e nascidos em 1991.
  - Campeão em 2002 do "CAMPEONATO SOCIETY DO SESI" São Carlos na categoria nascidos em 1992.
  - Vice-campeão em 2003 da "I COPA INTERNACIONAL DE ÁGUAS DE SÃO PEDRO" na categoria nascidos em 1992.
  - Campeão em 2003 da "COPA SESI DE FUTEBOL DE SALÃO" nas categorias nascidos em 1989 e nascidos em 1992.
  - Campeão em 2003 da "I COPA DE FUTEBOL DE PORTO FERREIRA" nas categorias nascidos em 1986 e nascidos em 1988.
  - Campeão em 2003 da "I COPA EXTRA DE FUTEBOL" nas categorias nascidos em 1987/1988 e nascidos em 1989/1990 (equipe A).
  - Vice-campeão em 2003 da "I COPA EXTRA DE FUTEBOL" nas categorias nascidos em 1989/1990 (equipe B) e nascidos em 1991/1992.
  - Campeão em 2004 da "II COPA EXTRA DE FUTEBOL" nas categorias nascidos em 1988/1989 e nascidos 1990/1991.
  - Campeão em 2005 da "III COPA EXTRA DE FUTEBOL" na categoria nascidos em 1991/1992.
  - Campeão Regional em 2005 da "LIGA DE SÃO JOSÉ DO RIO PARDO" na categoria nascidos em 1991/1992.

Campeonato Paulista de Futsal de 1964 - Categoria Juvenil
- Fase final disputada em São Carlos com 4 clubes (Palmeiras, Banespa, Taubaté e Paulistinha)
  - Campeão Paulistinha